# حساب مايكروسوفت
. NET Passport و Microsoft Passport Network و Windows Live ID) هو حساب مستخدم Microsoft لتسجيل الدخول الموحد والفردي لعملاء Microsoft وذلك لتسجيل الدخول إلى مواقع Microsoft على الويب (مثل Outlook.com)، أو الأجهزة التي تعمل على أحد أنظمة التشغيل الحالية لـ Microsoft (مثل أجهزة الحاسب والأجهزة اللوحية التي تعمل بنظام Windows 10 ، وأجهزة Windows Phone ، وأجهزة Xbox ، و MSN,وبرامج تطبيقات Microsoft (بما في ذلك Visual Studio).

## نبذة تاريخية
تم وضع Microsoft Passport ، المتعلق لمعرف Windows Live ، في الأصل كخدمة تسجيل دخول فردية لجميع عمليات التجارة عبر الإنترنت. تلقى Microsoft Passport الكثير من الانتقادات. كان كيم كاميرون ، الناقد البارز، وهو مؤلف «قوانين الهوية»،  الذي استجوب Microsoft Passport في انتهاكاته لتلك القوانين. لقد أصبح «كيم» منذ ذلك الحين أحد كبار المهندسين في نظم الهوية الشخصية في Microsoft وساعد أيضاً في معالجة تلك الانتهاكات بتصميم نظام تعريف هوية يدعى بـ Windows Live ID. وعلى الرغم من ذلك، لا يتم وضع Windows Live ID كخدمة تسجيل دخول فردية لجميع التجارة عبر الإنترنت، ولكن كخيار واحد للكثير من بين أنظمة الهوية.
في ديسمبر من عام 1999، تجاهلت شركة Microsoft دفع رسوم تسجيل نطاقها الرقمي عبر الإنترنت "passport.com" والبالغ سنوياً 35 دولاراً لشركة Network Solutions . قامت Hotmail ، والتي استخدمت موقع مايكروسوفت من أجل المصادقة بتغيير حالة الموقع إلى كونه «غير متوفر» في 24 ديسمبر. قام بعد ذلك المستشار في شركة لينكس Michael Chaney بدفع الرسوم في اليوم التالي، على أمل أن يحل هذه المشكلة التي تكمن في عدم توفر الموقع عبر الإنترنت بسبب عدم دفع الرسوم. نتج عن هذا الدفع توفير وإتاحة الموقع وعدم حجبه في صباح اليوم التالي. في خريف عام 2003، ساعدت ساماريت شركة Microsoft عندما فاتهم موعد الدفع والسداد على النطاق والعنوان: "hotmail.co.uk"، على الرغم من أن الموقع لم يتوقف عن العمل ولم يكن محجوب من الخدمة.
في عام 2001، انتقدت المحامية بشركةElectronic Frontier Foundation Microsoft Passport وذلك باعتباره تهديداً محتملاً للخصوصية بعد أن تم الكشف عن أن Microsoft سيكون لها حق الوصول الكامل إلى معلومات العملاء واستخدامها. تم تحديث شروط الخصوصية بسرعة بواسطة Microsoft لتهدئة مخاوف العملاء.
في شهري يوليو وأغسطس من عام 2001، قام مركز معلومات الخصوصية الإلكترونية بخلق تحالف مكون من 14 مجموعة من المستهلكين الرئيسيين وقد تم تقديم شكاوى  إلى لجنة التجارة الفيدرالية (FTC) يزعمون فيها أن نظام Microsoft Passport انتهك القسم 5 من قانون لجنة التجارة الفيدرالية (FTCA) الذي يحظر الممارسات غير العادلة أو الخادعة في التجارة.
في عام 2003، كشف فيصل دانكا ،  وهو مسؤول تنفيذي بريطاني مختص في مخاطر وأمن تقنية المعلومات، عن خلل خطير في Microsoft Passport ، يمكن من خلاله بسهولة اختراق أي حساب مرتبط بـ Microsoft Passport أو Hotmail باستخدام أي متصفح مشترك.
لقد ضغطت Microsoft على الكيانات غير التابعة لـ Microsoft لإنشاء نظام تسجيل دخول موحد عبر الإنترنت. أمثلة على المواقع التي تستخدم Microsoft Passport هي eBay و Monster.com ، ولكن في عام 2004 تم إلغاء تلك الاتفاقيات. في أغسطس من عام 2009، أرسلت Expedia إشعاراً تفيد فيه بأنها لم تعد تدعم معرف Microsoft Passport / Windows Live. [بحاجة لمصدر]
في عام 2012، تم تغيير اسم Windows Live ID إلى «حساب مايكروسوفت» Microsoft Account.

## نظرة عامة
يسمح حساب Microsoft للمستخدمين بتسجيل الدخول إلى مواقع الويب التي تدعم هذه الخدمة باستخدام مجموعة واحدة من بيانات الاعتماد. لا يتم التحقق من بيانات اعتماد المستخدمين بواسطة مواقع الويب الممكّنة لحساب Microsoft ، ولكن عن طريق خادم مصادقة حساب Microsoft. تتم إعادة توجيه مستخدم جديد يسجّل الدخول إلى موقع ويب معتمد بواسطة Microsoft إلى أقرب خادم مصادقة، والذي يطلب اسم المستخدم وكلمة المرور عبر اتصال SSL . يمكن للمستخدم اختيار جعل جهاز الحاسب الخاص به يتذكر تسجيل دخوله: (لدى المستخدم الذي قام بتسجيل الدخول حديثاً ملف تعريف ارتباط مشفر لفترات زمنية محددة مخزّن على جهاز الحاسب الخاص به ويتلقى علامة تعريف مشفرة ثلاثية DES تم الاتفاق عليها مسبقاً بين خادم المصادقة وموقع Microsoft الذي تم تمكين الحساب عليه). بعد ذلك، يتم إرسال علامة التعريف هذه إلى موقع الويب، الذي يقوم عليه موقع الويب بإنشاء ملف تعريف ارتباط مشفر آخر على جهاز الحاسب الخاص بالمستخدم، وهو أيضاً محدود المدة. طالما أن ملفات تعريف الارتباط هذه صالحة، فلا يلزم المستخدم تقديم اسم مستخدم وكلمة مرور. إذا قام المستخدم بتسجيل الخروج بنشاط من حساب Microsoft الخاص به، فستتم إزالة ملفات تعريف الارتباط هذه.
يوفر حساب مايكروسوفت للمستخدم طريقتين مختلفتين لإنشاء حساب وهي:
1. استخدام عنوان بريد إلكتروني موجود: يمكن للمستخدمين استخدام عنوان بريدهم الإلكتروني صالحاً للتسجيل في حساب Microsoft. تحول الخدمة عنوان البريد الإلكتروني للمستخدم الطالب إلى حساب Microsoft. يمكن للمستخدمين أيضاً اختيار كلمة مرور من اختيارهم.
2. التسجيل للحصول على عنوان بريد إلكتروني من Microsoft: يمكن للمستخدمين أيضاً التسجيل للحصول على حساب بريد إلكتروني من خلال نطاقات خدمات بريد الويب المخصصة من Microsoft (مثل @ hotmail.com و @ live.com و @ msn.com و @ passport.com و @ outlook.com أو أي نطاقات ومتغيرات مختلفة أخرى في بلدان معينة) ويمكن استخدام حساب مايكروسوفت لتسجيل الدخول إلى مواقع الويب الأخرى الممكّنة لحساب Microsoft.

تستخدم مواقع Microsoft وخدماتها وتطبيقاتها مثل Bing وMSN وXbox Live حساب مايكروسوفت كوسيلة لتحديد المستخدمين. وهناك أيضاً العديد من الشركات الأخرى التي تستخدمها، مثل Hoyts «الموقع الذي تستضيفه NineMSN».
يحتوي Windows XP والإصدارات الأحدث على خيار لربط حساب مستخدم Windows بحساب مايكروسوفت، وبالتالي يمكن تسجيل دخول المستخدمين تلقائياً إلى حساب Microsoft الخاص بهم كلما تم الوصول إلى الخدمة. بدءًا من Windows Server 2012 ، تتيح أنظمة Windows للمستخدمين المصادقة مباشرة في أجهزة الحاسب الخاصة بهم باستخدام حساب مايكروسوفت الخاص بهم بدلاً من مستخدم محلي أو مستخدم في نطاق ومجال مختلف.

### الملف الشخصي
إحدى ميزات خدمة حساب مايكروسوفت هي «مدير ملفات التعريف»، المسمى بـ Profile ، والذي كان سابقاً جزءًا من Windows Live . يعرض مدير ملفات التعريف هذا معلومات حول المستخدم المعين وأنشطته الحديثة وعلاقته مع مستخدمين Windows Live الآخرين. كما أنه يوفر القدرة على التواصل مع الآخرين عبر Skype وعبر الشبكات الاجتماعية مثل Facebook وMySpace وLinkedIn .
يمكن للمستخدمين مشاركة بعض معلوماتهم الشخصية مثل الاهتمامات والهوايات، والمعلومات الاجتماعية مثل الاقتباسات المفضلة، أو معلومات مثل مسقط رأسهم، أو الأماكن التي عاشوا فيها سابقاً. يسمح الملف الشخصي للمستخدمين أيضاً بتعديل إعدادات الخصوصية الخاصة بهم لتحديد ما تتم مشاركته.

### مصادقة الويب
في يوم 15 أغسطس من عام 2007، أصدرت Microsoft Windows Live ID نظام مصادقة جديد يدعى بـ Web Authentication SDK ، مما مكّن مطورين الويب من دمج معرف Windows Live في مواقعهم الإلكترونية التي تعمل على نطاق واسع من منصات خادم الويب - بما في ذلك ASP. NET (C #) وJava وPerl وPHP وPython وRuby .

### دعم OpenID
في يوم 27 أكتوبر من عام 2008، أعلنت شركة Microsoft أنها ملتزمة علناً بدعم إطار عمل OpenID ، حيث أصبح Windows Live ID مزوداً لـ OpenID. سيسمح ذلك للمستخدمين باستخدام معرف Windows Live الخاص بهم لتسجيل الدخول إلى أي موقع ويب يدعم مصادقة OpenID. لم يكن هناك أي تحديث لتطبيق Microsoft المخطط لـ OpenID منذ أغسطس 2009،  ولكن منذ نوفمبر من عام 2013، شاركت Microsoft بشكل علني في اختبار قابلية التشغيل المتداخل OpenID Connect.

### طرق تسجيل الدخول
بالإضافة إلى استخدام كلمة مرور في حساب مايكروسوفت، يمكن للمستخدمين تسجيل الدخول إلى حساب مايكروسوفت الخاص بهم عن طريق قبول إشعار جوال تم إرساله إلى جهاز محمول باستخدام Microsoft Authenticator أو رمز أمان FIDO 2 أو باستخدام Windows Hello . يمكن للمستخدمين أيضاً إعداد مصادقة ثنائية عن طريق الحصول على رمز يعتمد على الوقت، ويتم إستخدامه مرة واحدة عن طريق نص معين أو مكالمة هاتفية أو باستخدام تطبيق مصادقة محدد.

## المميزات
حساب مايكروسوفت هو موقع ويب للمستخدمين وذلك لإدارة هويتهم. تشمل ميزات حساب مايكروسوفت ما يلي:
- تحديث معلومات المستخدم مثل الأسماء الأولى والأخيرة والعنوان وما إلى ذلك من المعلومات المرتبطة بالحساب.
- تحديث إعدادات المستخدم، مثل اللغة المفضلة أو تفضيلات اتصالات البريد الإلكتروني.
- تغيير أو إعادة تعيين كلمات مرور المستخدم.
- إغلاق الحساب.
- عرض تفاصيل الفوترة المرتبطة بالحسابات.

### الدمج والتكامل
فيما يلي قائمة ببرامج حاسوبية وخدمات في الويب التي تدعم استخدام حساب مايكروسوفت باعتبارها بيانات الاعتماد المطلوبة لعملية المصادقة.
- ويندوز 8 وما بعده
- نظام التشغيل Windows Server 2012 والإصدارات الأحدث
- مكونات ويندوز
  - التقويم
  - مايكروسوفت كورتانا
  - موسيقى الأخدود
  - ردود الفعل المحور
  - بريد
  - الأفلام والتلفزيون
  - متجر مايكروسوفت
  - Outlook Express
  - ويندوز ماسنجر
- ويندوز فون 7 وما بعده
  - متجر هواتف ويندوز
- Bing
- تبادل على الانترنت
- تبادل حماية الإنترنت
- مايكروسوفت أوفيس
- Office 365
- Office Online
- OneDrive (SkyDrive سابقًا)
- Outlook.com (Hotmail سابقًا)
- اشخاص
- سكايب
- مستشار مركز النظام
- استوديو مرئي
- مايكروسوفت أزور (سابقا ويندوز أزور)
- برنامج ويندوز من الداخل
- ويندوز لايف ماسنجر
- ويندوز موفي ميكر
- معرض صور ويندوز
- أجهزة إكس بوكس لايف
- الإبلاغ عن أخطاء ويندوز

## الثغرات الأمنية
في 17 يونيو من عام 2007، أبلغ Erik Duindam ، مطور ويب في هولندا، عن وجود خطر على الخصوصية والهوية، قائلاً «لقد حدث خطأ فادح من قبل مبرمجي Microsoft والذي يسمح للجميع بإنشاء معرف لأي عنوان بريد إلكتروني تقريباً». تم العثور على إجراء للسماح للمستخدمين بتسجيل عناوين البريد الإلكتروني غير الصالحة أو المستخدمة حالياً. عند التسجيل باستخدام عنوان بريد إلكتروني صالح، تم إرسال رابط التحقق من البريد الإلكتروني إلى المستخدم. قبل استخدامه، سُمح للمستخدم بتغيير عنوان البريد الإلكتروني إلى عنوان غير موجود، أو إلى عنوان بريد إلكتروني يستخدمه شخص آخر حالياً. تسبب ارتباط التحقق بعد ذلك في تأكيد نظام Windows Live ID على أن الحساب لديه عنوان بريد إلكتروني تم التحقق منه. تم إصلاح هذا الخلل بعد يومين، في 19 يونيو عام 2007.
في 20 أبريل عام 2012، أصلحت Microsoft خللاً في نظام إعادة تعيين كلمة مرور Hotmail والذي سمح لأي شخص بإعادة تعيين كلمة مرور أي حساب Hotmail. تم إخطار الشركة بالعيوب من قِبل الباحثين في مختبر Vulnerability Lab في نفس اليوم  وردت بإصلاح العيوب في غضون ساعات - ولكن ليس قبل الهجمات الواسعة النطاق لأن تقنية الاستغلال انتشرت بسرعة عبر الإنترنت.
في 3 ديسمبر من عام 2015، اكتشف باحث أمني على ثغرة أمنية في برنامج Adobe Experience Manager (AEM) وهو برنامج مستخدم على signout.live.com وأبلغ الباحث بهذه الثغرة إلى مركز الاستجابة الأمنية لـ Microsoft (MSRC). مكّنت هذه الثغرة الأمنية الوصول الكامل الإداري إلى وحدة تحكم OSGi الخاصة بعُقد النشر AEM ، وجعلت من الممكن تنفيذ التعليمات البرمجية داخل JVM من خلال تحميل حزمة OSGi مخصصة. تم تأكيد الثغرة الأمنية في 3 مايو بعام 2016.

## إنظر أيضاً
- نظم التشغيل على الإنترنت
- رض
- ويندوز كارد سبيس
- عمليات التحقق من الحساب

## وصلات خارجية
- الموقع الرسمي
- مقدمة لـ Windows Live ID - يقدم نظرة عامة مختصرة عن خدمة معرف Windows Live في سياق إستراتيجية الهوية الكلية لـ Microsoft.
- فهم ورقة عمل مصادقة Windows Live المفوض - يصف كيف يمكن لموقع ويب استخدام نظام مصادقة Windows Live ID المفوض للحصول على إذن للوصول إلى معلومات المستخدمين على خدمات Windows Live.
- الورقة البيضاء لاتحاد معرف Windows Live - تصف مفهوم اتحاد الهوية وتقدم تفاصيل مهمة حول كيفية دعم خدمة معرف Windows Live لها.